# Римске-Топлице
Римске-Топлице  (словен. Rimske Toplice) (также называют — Римские Топлице, Римские Топлицы) — поселение в муниципалитете Лашко в восточной части Словении.

## География
Поселение расположено на правом берегу реки Савиня на дороге от Целе до Любляны через Зидани Мост. Этот район традиционно был частью региона Штирия. Теперь он включён в состав остальной части муниципалитета в регионе Савиньска.
Римске-Топлице окружена лесистыми склонами близлежащих гор которые обеспечивают укрытие от ветра и летней жары, поддерживая богатую растительность экзотических растений со всего мира. К ним относится гигантские секвойи, канадские болиголы, кипарисы и калифорнийские кедры.

## История
Название буквально означает «римские горячие источники». Поселение было засвидетельстовано в письменных источниках в 1265 году как Топлиц (Toplitz) (Töplitz в 1482 году и Toplica в 1486 году).
Эпитет «римские» впервые был применен к этому месту в 1826 году Матиасом Машером (1793—1876) чтобы отличить его от других местных горячих источников.

## Достопримечательности
Церкви
Местная приходская церковь посвящена Марине Антиохийской и принадлежит к Римско-католической епархии Целе. Это здание 13-го века которое неоднократно перестраивалось. Вторая церковь на небольшом холме к западу от главного поселения посвящена Богоматери в Лурде и принадлежит к тому же приходу. Она была построена в 1885—1886 годах.
Римские Термы
В курортном комплексе «Римские Термы» можно посетить сауны всех видов (от традиционных римских терм до финских, турецких, инфракрасных). В нём также проводят физиотерапевтические и SPA-процедуры, делают массаж, диагностику организма, помогают в лечении хронических заболеваний.

## Известные жители
Родившиеся
- Антон Ашкерц (1856—1912) — словенский поэт.

Умершие
- Илья Бадовинац (1917—1944) — народный герой Югославии.